# Planodema albosternalis
Planodema albosternalis là một loài bọ cánh cứng trong họ Cerambycidae.